# Émanville, Eure
Émanville är en kommun i departementet Eure i regionen Normandie i norra Frankrike. Kommunen ligger i kantonen Conches-en-Ouche som tillhör arrondissementet Évreux. År 2022 hade Émanville 544 invånare.

## Befolkningsutveckling
Antalet invånare i kommunen Émanville
Referens:INSEE